# Chabuata violacea
Chabuata violacea is een vlinder uit de familie van de uilen (Noctuidae). De wetenschappelijke naam van de soort is voor het eerst geldig gepubliceerd in 1930 door de Joannis.